# Danh sách nhóm nhạc thần tượng Hàn Quốc (thập niên 2020)
Dưới đây là danh sách các nhóm nhạc thần tượng Hàn Quốc ra mắt vào những năm 2020.

## 2020
- Aespa
- Astro – Moonbin & Sanha
- B.O.Y
- BAE173
- Blackswan
- Botopass
- BtoB 4U
- Cignature
- Cravity
- DKB
- Drippin
- E'Last
- Enhypen
- Even of Day
- Ghost9
- H&D
- Lunarsolar
- MCND
- NiziU
- P1Harmony
- Redsquare
- Red Velvet – Irene & Seulgi
- Refund Sisters
- Secret Number
- SSAK3
- STAYC
- TO1
- Treasure
- UNVS
- Weeekly
- WEi
- Woo!ah!

## 2021
- Billlie
- Blitzers
- BugAboo
- Ciipher
- Epex
- Hot Issue
- Ichillin'
- Ive
- Just B
- Kingdom
- Lightsum
- Luminous
- Mirae
- NTX
- Omega X
- Pixy
- Purple Kiss
- TFN
- Tri.be
- Xdinary Heroes

## 2022
- &Team
- Acid Angel from Asia
- Aimers
- Astro – Jinjin & Rocky
- ATBO
- Blank2y
- Classy
- CSR
- Fifty Fifty
- Got the Beat
- H1-Key
- ILY:1
- Irris
- Kep1er
- Lapillus
- Le Sserafim
- Mamamoo+
- Mimiirose
- NewJeans
- Nmixx
- TAN
- Tempest
- The New Six
- Trendz
- Viviz
- WSG Wannabe
- Younite

## 2023
- 8Turn
- 82Major
- Ampers&One
- BabyMonster
- BoyNextDoor
- El7z Up
- Evnne
- Fantasy Boys
- Hori7on
- Kiss of Life
- LimeLight
- Loossemble
- Lun8
- Mave:
- N.SSign
- NCT DoJaeJung
- One Pact
- Plave
- Pow
- Primrose
- Riize
- Shownu X Hyungwon
- The Wind
- Tiot
- TripleS
- Xikers
- Xodiac
- Young Posse
- Zerobaseone

## 2024
- All(H)Ours
- Artms
- B.D.U
- Badvillain
- Candy Shop
- Geenius
- Illit
- NOMAD
- Nowadays
- Rescene
- TWS
- Unis
- Waker
- Waterfire